# Jessie Tarbox Beals
Jessie Tarbox Beals (23 de desembre de 1870 - 30 maig de 1942) fou una fotògrafa canadenca-estatunidenca, la primera dona fotoperiodista que va publicar als Estats Units i la primera dona fotògrafa nocturna. És coneguda per les seves fotografies com a freelance, concretament de l'Exposició Universal de 1904, i retrats de llocs com Greenwich Village. El seu segell era el que ella mateixa denominava com a "habilitat per a moure's de pressa" i la seva tenacitat per superar el biaix de gènere en la seva professió.

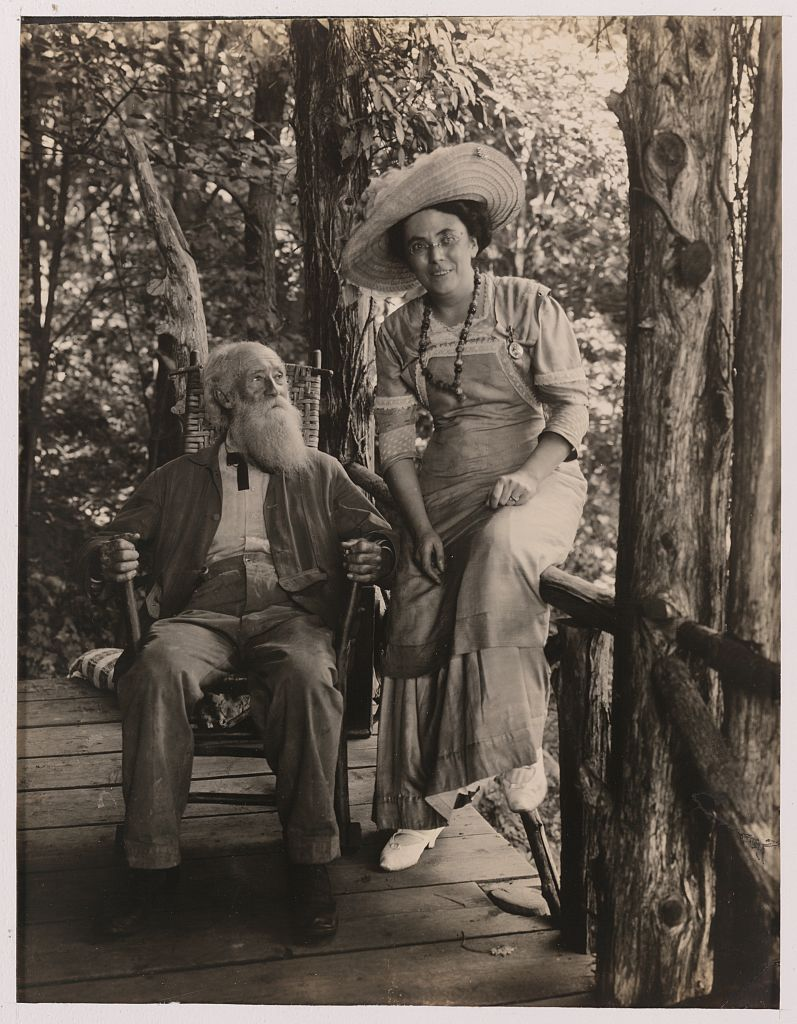
Jessie Tarbox Beals amb John Burroughs, 1908

## Biografia
Beals, nascuda Jessie Richmond Tarbox  el 23 de desembre de 1870 a Hamilton, Ontario, era la filla petita de John Nathaniel Tarbox i Marie Antoinette Bassett. John Tarbox era un fabricant de màquines de cosir, i la seva associació amb la major companyia de màquines de cosir del Canadà va fer rica la família Tarbox. No obstant això, quan Beals tenia set anys, el seu pare va perdre tots els seus estalvis en una mala inversió i va començar a beure abundantment. Amb el temps va abandonar la llar per insistència de la mare de Beals, la qual es va dedicar a brodar i a vendre algunes pertinences familiars per mantenir els ingressos.
Beals era una nena brillant i precoç, li va anar bé a l'escola.. Amb catorze anys va ingressar a l'Institut Col·legiat d'Ontario, i amb 17 anys va rebre el seu certificat d'ensenyament. Beals va començar a impartir classes a una escola unitària de Williamsburg, Massachusetts, on el seu germà Paul també vivia en aquella època.
Sobre aquesta època, Beals va guanyar una càmera per una subscripció a la revista Youth's Companion. La càmera era petita i una mica rudimentària, però Beals va començar a usar-la per fer fotografies dels seus estudiants i el seu entorn. Beals de seguida va comprar una càmera Kodak de major qualitat i va instal·lar el primer estudi fotogràfic de Williamsburg davant de casa seva, tot i que la fotografia només era un hobby.

## Trajectòria
En 1893 Beals va trobar feina de professora a Greenfield, Massachusetts. Una visita a l'Exposició Universal de Chicago aquest any va despertar el seu interès en els viatges i la fotografia. El 1897 Beals es va casar amb Alfred Tennyson Beals, un graduat d'Amherst i operari d'una fàbrica. El 1899 Beals va rebre el seu primer encàrrec professional quan el Boston Post li va demanar que fotografiés la presó estatal de Massachusetts. Beals va ensenyar a Alfred nocions bàsiques de fotografia i la parella va començar a treballar com a fotògrafs itinerants en 1900, amb Alfred fent d'assistent de Beals a la cambra fosca. Aquell any Beals també va rebre el seu primer crèdit per les seves fotografies a la publicació Windham Country Reformer.
El 1901, els fons de Beals es van esgotar i es van reubicar a Buffalo, Nova York. Aquest mateix any Beals va ser contractada com a fotògrafa pel Buffalo Inquirer i el Courier, on va treballar fins a 1904. El fotoperiodisme era un treball físicament exigent, sovint arriscat, però es podia observar que Beals realitzava tasques amb els seus vestits llargs i barrets grans, amb la seva càmera amb placa de vidre de 20 a 25 centímetres, i amb equipament de 22 kg de pes. Durant un treball per a un gran judici per assassinat,, Beals va trencar una norma que prohibia fer fotografies del judici. Ho va fer pujant a una prestatgeria per fer una fotografia de la sala abans que la detectessin.
El 1904 Beals va ser enviada a la inauguració de l'Exposició Universal de 1904 a Saint Louis (Missouri). Beals va convèncer els funcionaris perquè li donessin un passi de premsa per a l'exposició prèvia. Allà va pujar per les escales i va saltar a un globus aerostàtic per aconseguir les fotos que li interessaven. Tenia un estil diferent de la resta de periodistes, i s'enfocava en les fotos sobre les que posteriorment escriuria les històries, en lloc de a l'inrevés. Beals va obtenir el lloc de fotògrafa oficial de l'Exposició per al New York Herald, Leslie's Weekly i Tribune, així com el departament de publicitat de l'Exposició. A més de fotografiar les exposicions, Beals també va fer una foto informal del president Theodore Roosevelt. Aquesta trobada inicial li va facilitar un passi especial per fotografiar Roosevelt i els Rough Riders en la reunió de 1905 a San Antonio, Texas.
El 1905 Beals va obrir el seu propi estudi a la Sixth Avenue de Nova York. Va continuar realitzant diferents encàrrecs de fotografia, des de carreres de cotxes i retrats a personalitats a les seves conegudes fotografies de Greenwich Village i suburbis de Nova York.Amb els anys Beals també va fotografiar diversos presidents i celebritats incloent els presidents Coolidge, Hoover i Taft, Mark Twain, Edna St. Vincent Millay i Emily Post.
Mentre la carrera de Beals prosperava el seu matrimoni va començar a tenir problemes. El 1911 Beals va donar a llum la seva filla Nanette Tarbox Beals, probablement d'una altra relació Beals finalment va deixar el seu marit en 1917, es va mudar a Greenwich Village i va obrir un nou estudi de fotografia el 1920. Durant uns anys va fer malabars entre el treball i la cura de Nanette, que patia d'artritis reumatoide i era freqüentment hospitalitzada. Finalment, Beals va decidir enviar a Nanette a campaments i internats privats durant tot l'any. Després, Nanette passaria a viure semipermanentament amb un dels vells amics de Beals.

## Últims anys
Mentre el nombre de dones fotògrafes anava en augment en la dècada de 1920, Beals es va enfocar a fer xerrades públiques i s'especialitzà en fotografia de jardins i urbanitzacions de luxe a la Costa Est. El 1928 es va mudar a Califòrnia juntament amb Nanette, on va fotografiar propietats de Hollywood. La Gran Depressió va portar Beals i Nanette de tornada a Nova York el 1933, on Beals va viure i va treballar a Greenwich Village. Beals va caure en la pobresa gradualment. Va morir el 31 de maig de 1942 a l'Hospital Bellevue, a l'edat de 71 anys.